# 火星蚁
尤里卡火星蚁（学名：Martialis heureka）發表於 2000 年，發現地為巴西马瑙斯附近的亚马逊雨林，其被分至一個新的亞科中：火星蟻亞科，目前為該亞科下的唯一物種。属名 Martialis 意为“來自火星的”，以示其獨特的形態；種小名 heureka 则是源于希腊语的，意思为「我发现了」，以表示發現該物種為意料之外。
火星蟻亞科為所有現生蟻科的基群。

## 語源學
尤里卡火星蟻的形態非常奇特，昆蟲學家史蒂芬‧庫佛（ Stefan P. Cover）和艾德華‧威爾森（Edward O. Wilson）評論說，這種螞蟻肯定是從火星來的。因此屬名 Martialis ，意指「來自火星的」，以示其詭異的形態；種小名 heureka 為古希臘語  ηὕρηκα ，意思為「我發現了」，「我發現了」是阿基米德著名的一句話，而將種小名取為「我發現了」則是因為取得樣本的過程遇到很多困難，因此取名為「我發現了」。

## 發現過程
首次取得的樣本包含兩隻個體，由卡爾斯魯厄國立自然博物館的曼佛雷德‧法哈（Manfred Verhaagh）採集於德國卡爾斯魯爾，採集時間為 2000 年，但樣本的保存狀況不佳。2003 年，德州大學奧斯汀分校的研究生克里斯汀‧瑞柏林（hristian Rabeling）採集。

## 描述

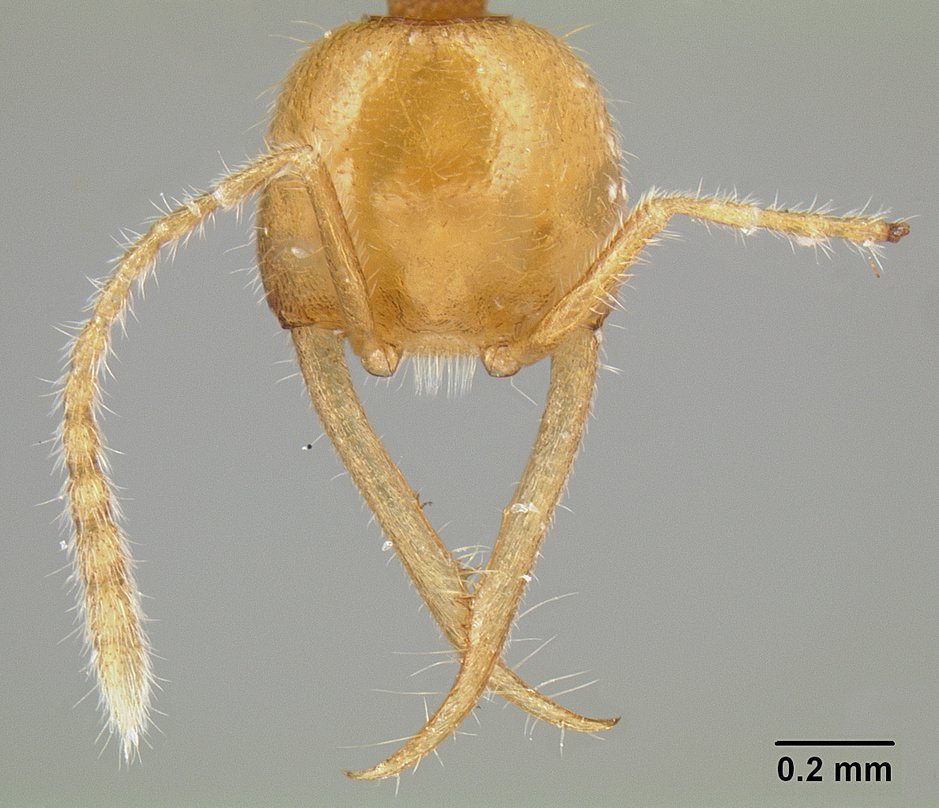
工蟻的頭部

火星蟻和其他螞蟻一樣有膝狀觸角、後胸側板腺、腹柄節。火星蟻沒有複眼，顏色較淡，且居住在地底下，捕食落葉層中的小型生物。火星蟻的大顎很細長，呈鑷子狀，沒有其他種類的螞蟻有類似的大顎。
根據火星蟻的形態，描述者推測火星蟻居住在地底下，夜晚可能會到地表覓食。首次發現的兩具樣本是在同一個土壤樣本中發現的，而第二次的樣本則是在落葉層中發現的，火星蟻的足沒有特化成挖掘足，因此學者推測火星蟻可能是在地底下已經存在的空間活動，而並非自行挖出通道。

## 外部連結
- 维基共享资源上的相關多媒體資源：Martialis heureka
- 維基物種上的相關：Martialis heureka